# Zwartoorsfenops
De zwartoorsfenops (Sphenopsis melanotis synoniem: Hemispingus melanotis) is een zangvogel uit de familie Thraupidae (tangaren).

## Verspreiding en leefgebied
Deze soort telt 3 ondersoorten:
- S. m. melanotis: van westelijk Venezuela en centraal Colombia tot centraal Ecuador.
- S. m. berlepschi: noordelijk en centraal Peru.
- S. m. castaneicollis: van zuidelijk Peru tot centraal Bolivia.